# Carex tatjanae
Carex tatjanae är en halvgräsart som beskrevs av Leonid I. Malysev. Carex tatjanae ingår i släktet starrar, och familjen halvgräs. Inga underarter finns listade i Catalogue of Life.